# Eraldo Pizzo
Eraldo Pizzo (ur. 21 kwietnia 1938 w Genui) – włoski piłkarz wodny, złoty medalista olimpijski z Rzymu.
Czterokrotnie uczestniczył na letnich igrzyskach olimpijskich (IO 1960, IO 1964, IO 1968, IO 1972). Na igrzyskach w Rzymie w 1960 roku wraz z kolegami zdobył złoty medal. Zagrał wtedy w 6 meczach strzelając 7 bramek. Na igrzyskach w 1964 i 1968 roku plasowali się tuż za podium, na 4. miejscu.